# Bernac (Tarn)
Bernac – miejscowość i gmina we Francji, w regionie Oksytania, w departamencie Tarn.
Według danych na rok 1990 gminę zamieszkiwało 136 osób, a gęstość zaludnienia wynosiła 25 osób/km² (wśród 3020 gmin regionu Midi-Pireneje Bernac plasuje się na 927. miejscu pod względem liczby ludności, natomiast pod względem powierzchni na miejscu 1454.).